# Katharina John
Katharina John (* 9. Juli 1970 in Heidelberg) ist eine deutsche Dramaturgin.

## Leben
Erste Engagements trat sie 1994 gastweise als Regieassistentin im Schauspiel noch während ihres Studiums an den Bühnen der Landeshauptstadt Kiel an. Seit der Spielzeit 1995/96 bis 2003 gehörte sie als Musiktheaterdramaturgin für Oper, Konzert und Ballett unter der Intendantin Kirsten Harms zum festen Ensemble der Oper Kiel. Anschließend arbeitete sie im Bereich des Musikmanagements für die Berliner Agentur K&K, Kultur & Kommunikation. Mit Beginn der Spielzeit 2005/06 wechselte sie für ein Jahr an das Saarländische Staatstheater Saarbrücken, bevor Kirsten Harms sie zur Saison 2005/06 als Stellvertretende Chefdramaturgin an die Deutsche Oper Berlin verpflichtete. Ab Januar 2011 war Katharina John zunächst als Chefdramaturgin für alle Sparten, dann auch als Geschäftsführende Leiterin des Musiktheaters und schließlich Operndirektorin am Theater Augsburg engagiert. In dieser Zeit wurden zwei Produktionen des Hauses, beides Inszenierungen des Regisseurs Lorenzo Fioroni (Carmen, 2011/12 und Elektra 2012/13), für den Deutschen Theaterpreis Der Faust nominiert.
Zusammenarbeit u. a. mit den Dirigenten Alain Altinoglu, Paolo Carignani, Anne Champert, Dirk Kaftan, Sebastian Lang-Lessing, Peter Marschik, Ulf Schirmer, Pinchas Steinberg und Ulrich Windfuhr, den Regisseuren Þorleifur Örn Arnarsson, Markus Bothe, Lorenzo Fioroni, Torsten Fischer, Igor Folwill, Johanna Garpe, Jürgen Gosch (Vorbereitung einer nicht mehr zustande gekommenen Neuinszenierung von Bizets Carmen für die Deutsche Oper Berlin), Kirsten Harms, Patrick Kinmonth, Andreas Kriegenburg, Mathias Oldag, Alexander von Pfeil, Christian Pöppelreiter, David Pountney, Janez Samec, Kurt Joseph Schildknecht, Christoph Schlingensief, Joachim Schlömer, Roland Schwab und Philipp Stölzl, sowie den Choreographen Christian Spuck, Stephan Thoss, Mario Schröder und Marguerite Donlon.
Johns Interesse gilt auch Initiativen jenseits des traditionellen Programms. Wichtige Sonderprojekte waren u. a. die Initiation des spartenübergreifenden, experimentellen Late-Night-Formats Quick & Dirty am Theater Augsburg, die Zusammenarbeit mit dem Leopold-Mozart-Zentrum an der Universität Augsburg bei Meeting Dido, einem Opernprojekt mit Studenten nach Bruno Madernas Satyricon und Henry Purcells Dido und Aeneas (Musikalische Leitung: Eberhard Fritzsche, Regie: Jörg Behr, 2012), die Aufführung von Luigi Nonos Streichquartett Fragmente – Stille, an Diotoma als Konzertinstallation (Installation und Raum: Martin Miotk, Augsburger Philharmoniker, 2012), das interdisziplinäre Symposion Alexander Zemlinsky und die Moderne im Frühjahr 2007 an der Deutschen Oper Berlin (Herausgabe des Symposionberichts unter gleichlautendem Titel beim Nicolai-Verlag, Berlin), das Musiktheaterprojekt Die Bohème am Kottbusser Tor im Festsaal Kreuzberg in Zusammenarbeit mit der Freien Szene vor Ort (Künstlerische Leitung: Julia Schreiner, 2007) sowie die Veranstaltungsreihe Lieder On Stage, Liederabend mit szenischer/räumlicher Einrichtung auf der Bühne des Saarländischen Staatstheaters (Musikalische Leitung: Anne Champert, Spielzeit 2004/05).
Gemeinsam mit der Spielvereinigung Widrige Umstände konzipierte sie eine Kunst-Nacht am Museum Pfalzgalerie Kaiserslautern, in der das Wesen der Kunst im Dialog mit den Besuchern und einem Parcours aus Theater, Information, Installation und Diskurs befragt wurde (4. April 2014). Im September 2014 wurde bekannt, dass sie ab Sommer 2015 als Operndirektorin am Theater Trier arbeiten wird. Dieser Vertrag wurde im September 2017 vorzeitig aufgelöst. Mit Beginn der Saison 2017/2018 wechselte sie als Dramaturgin und Produktionsleiterin der Tanzkompanie TANZLIN.Z unter der Leitung von Mei Hong Lin an das Landestheater Linz.
Seit Herbst 2023 ist Katharina John Chefdramaturgin der Oper Graz.

## Veröffentlichungen (Auswahl)
- Alexander von Zemlinsky und die Moderne (Herausgeberin). Berlin 2009, ISBN 978-3-89479-574-0.